# Careproctus derjugini
Careproctus derjugini és una espècie de peix pertanyent a la família dels lipàrids.

## Descripció
- La femella fa 21,7 cm de llargària màxima.[4]

## Hàbitat
És un peix marí i batidemersal que viu entre 344 i 363 m de fondària.

## Distribució geogràfica
Es troba des de l'Àrtic fins a l'Atlàntic nord-oriental, incloent-hi el nord-est de Spitsbergen.

## Observacions
És inofensiu per als humans.